# Rhinyptia acrorhina
Rhinyptia acrorhina är en skalbaggsart som beskrevs av Ohaus 1917. Rhinyptia acrorhina ingår i släktet Rhinyptia och familjen Rutelidae. Inga underarter finns listade i Catalogue of Life.